# Synallaxis zimmeri
El pijuí de Ancash (Synallaxis zimmeri), también denominado pijuí de vientre castaño o cola-espina de vientre rojizo (en Perú) es una especie de ave paseriforme de la familia Furnariidae perteneciente al numeroso género Synallaxis. Es endémica de los Andes peruanos.

## Distribución y hábitat
Se distribuye en una región restringida en la pendiente del Pacífico de los Andes peruanos, al oeste de La Libertad y en Áncash (Cordillera Negra).
Esta especie es considerada rara y local en su hábitat natural: los matorrales montanos y la maleza densa con pocos árboles pequeños entre 1800 y 2900 m de altitud.

## Descripción
Mide 13 cm de lonngitud y pesa entre 12 y 14 g. La cabeza es gris, con loros negruzcos y auriculares ligeramente más pálidos, con una lista superciliar blanco grisácea y un prominente anillo ocular blanco interrupto. La coloración gris de la cabeza se vuelve gris olivácea a lo largo del dorso. La cola es graduada, con 10 rectrices despuntadas. Las cobertoras de la cola superior son rufo brillante, en contraste con el color del dorso. Las cobertoras de las alas son rufo oscuro (casi castaño) y las rémiges pardacentas. La cola es bastante oscura en general; las plumas centrales son opacas y oscuras, con las plumas externas volviéndose más rufas. La barbilla es gris ceniciento a blanco y se vuelve pardo grisáceo en la garganta y pecho superior que es débilmente estriado. El resto de las partes inferiores es rufo y más oscuro en las cobertoras de la cola inferior. No presenta dimorfismo sexual. El iris es negro o gris oscuro. El pico es negro, y la mandíbula suele ser gris o verde amarillento brillante (tal vez individuos más jóvenes). Las patas y pies son gris oscuro. Los juveniles son similares a los adultos, pero el pico es más corto y pálido.

## Estado de conservación
El pijuí de Ancash ha sido calificado como amenazado de extinción por la Unión Internacional para la Conservación de la Naturaleza (IUCN), debido a que su ya pequeña zona de distribución está disminuyendo en área y su hábitat en calidad y cantidad. Su pequeña población total, considerada decadente, es estimada entre 1000 y 2500 individuos.

### Amenazas
Su hábitat de densa maleza dentro de su zona está severamente amenazado por la ganadería y la limpieza para expansión de haciendas.

### Acciones de conservación
No ocurre en ninguna área protegida.

## Comportamiento
Forrajean en pareja o grupos familiares, usualmente no acompañados de otros pájaros.

### Alimentación
El resultado del análisis del contenido de ocho estómagos mostró un 70% de artrópodos, predominantemente insectos alados y arañas, y un 30% de semillas y material vegetal.

### Reproducción
Pichones fueron registrados en el mes de mayo. Son monógamos. El nido es similar a los de otros Synallaxis, una estructura globular de ramitas y palitos con una entrada lateral.

### Vocalización
El canto es un tipo de maullido nasal, como  «ppr’kuit kuit» durando entre un y dos segundos. Los llamados varían, incluyendo un «tu-vit» dado frecuentemente como contacto entre parejas o entre los miembros del grupo familiar (hasta cuatro a cinco individuos) mientras forrajean juntos; un chirrido «djeuit» cuando los miembros de la pareja o del grupo están forrajeando separados. Durante las disputas o cuando excitados saben emitir un cotorreo trinado.

## Sistemática

### Descripción original
La especie S. zimmeri fue descrita por primera vez la zoóloga germano - peruana Maria Koepcke en 1957 bajo el mismo nombre científico; la localidad tipo es: «cerca de Colcabamba, Casma, Ancash, 2800 m, Andes occidentales del centro del Perú.»

### Etimología
El nombre genérico femenino «Synallaxis» puede derivar del griego «συναλλαξις sunallaxis, συναλλαξεως sunallaxeōs»: intercambio; tal vez porque el creador del género, Vieillot, pensó que dos ejemplares de características semejantes del género podrían ser macho y hembra de la misma especie, o entonces, en alusión a las características diferentes que garantizan la separación genérica; una acepción diferente sería que deriva del nombre griego «Synalasis», una de las ninfas griegas Ionides; y el nombre de la especie «zimmeri», conmemora al ornitólogo estadounidense John Todd Zimmer (1889-1957).

### Taxonomía
Los datos genético-moleculares indican que esta especie es hermana de Synallaxis stictothorax, y que el par formado por ambas es hermano de S. hypochondriaca. Es monotípica.